# George Macready
Pour les articles homonymes, voir Macready.
George Macready est un acteur américain né le 29 août 1899 à Providence (Rhode Island) et mort d'un emphysème pulmonaire le 2 juillet 1973 à Los Angeles (Californie).

## Biographie
Jeune, George Macready fut victime d'un accident de voiture qui lui laissa une longue cicatrice du côté droit du visage. Une semi-bénédiction, nota-t-il plus tard, car elle lui valut du travail régulièrement, mais seulement dans un genre  très circonscrit. En octobre 1958, selon l'acteur, il avait été choisi comme "cerveau criminel" dans au moins 65 de ses 75 rôles à la télévision et au cinéma : "Les producteurs ont trouvé efficace de mettre l'accent sur mon assez vilaine cicatrice sur la joue, que j'ai eue dans un accident de voiture il y a bien des années.".

## Filmographie partielle
- 1942 :  Le commando frappe à l'aube (Commandos Strike at Dawn) de John Farrow
- 1944 : Le Juré disparu (The Missing Juror) de Oscar Boetticher Jr.
- 1944 : Hollywood Parade (Follow the boys) de A. Edward Sutherland
- 1944 : L'Odyssée du docteur Wassell (The Story of Dr. Wassell) de Cecil B. DeMille
- 1944 : La Septième Croix (The Seventh Cross) de Fred Zinnemann
- 1944 : Le Président Wilson de Henry King
- 1945 : Le Calvaire de Julia Ross (My Name Is Julia Ross) de Joseph H. Lewis
- 1945 : La Chanson du souvenir (A Song to Remember) de Charles Vidor
- 1946 : Les Compagnons de Jéhu (The Fighting Guardsman) de Henry Levin
- 1946 : Gilda, film de Charles Vidor
- 1946 : Le Fils de Robin des Bois (The Bandit of Sherwood Forest) de Henry Levin et George Sherman : Fitz-Herbert
- 1947 : L'Étoile des étoiles (Down to Earth) de Alexander Hall
- 1948 : Le Chevalier belle-épée (The Gallant Blade) de Henry Levin
- 1948 : La Grande Horloge (The Big Clock) de John Farrow
- 1949 :  Un pacte avec le diable (Alias Nick Beal) de John Farrow
- 1949 : Les Ruelles du malheur (Knock on any door) de Nicolas Ray
- 1949 : L'Homme de main (Johnny Allegro) de Ted Tetzlaff
- 1949 :  Face au châtiment (The Doolins of Oklahoma) de Gordon Douglas
- 1950 : La Dame sans passeport (A Lady Without Passport) de Joseph H. Lewis
- 1950 : L'Aigle du désert (The Desert Hawk) de Frederick De Cordova
- 1950 : L'Homme du Nevada (The Nevadan) de Gordon Douglas
- 1951 : Histoire de détective (Detective Story) de William Wyler
- 1951 : Le Renard du désert (The Desert Fox: the Story of Rommel) de Henry Hathaway
- 1951 : La Princesse de Samarcande (The Golden Horde) de George Sherman
- 1953 : Les Massacreurs du Kansas (The Stranger wore a Gun) d'André de Toth
- 1953 : Jules César de Joseph L. Mankiewicz
- 1954 : Vera Cruz de Robert Aldrich
- 1956 : Baiser mortel (A Kiss Before Dying), de Gerd Oswald
- 1957 : Les Sentiers de la gloire (Paths of Glory) de Stanley Kubrick
- 1959 : Bagarre au-dessus de l'Atlantique (Jet Over the Atlantic) de Byron Haskin
- 1959 : Les Pillards de la prairie (Plunderers of Painted Flats) d'Albert C. Gannaway (en)
- 1962 : Taras Bulba de J. Lee Thompson
- 1962 : Quinze Jours ailleurs (Two Weeks in Another Town) de Vincente Minnelli
- 1964 : La mort frappe trois fois (Dead Ringer) de Paul Henreid
- 1964 : Rivalités (Where love as gone) de Edward Dmytryk
- 1964 : Sept Jours en mai (Seven Days in May) de John Frankenheimer
- 1965 : La Grande Course autour du monde (The Great Race) de Blake Edwards
- 1965 : Peyton Place (TV) (de 1965-1968)
- 1970 : Tora ! Tora ! Tora ! de Richard Fleischer